# Étienne Roland
Pour les articles homonymes, voir Roland (homonymie).
Étienne Roland, de son vrai nom Jean-Roland Étienne (né le 31 août 1912 à Rue - mort le 12 août 2003 au Perreux-sur-Marne) est un ancien joueur français de basket-ball évoluant au poste de pivot. Il est l'une des premières vedettes du basket français.

## Biographie
Coiffé d'un béret basque, et doté d'une détente étonnante, qui lui permet quasiment de "dunker", Étienne Roland est considéré comme le meilleur pivot d'Europe d'avant-guerre. Véritable star, il se fait appeler par son nom de scène : "Roland".
Il effectue la première de ses 40 sélections en équipe de France le 16 avril 1933 à Porto contre le Portugal. Il reste en sélection jusqu'au 4 mai 1946, date où il fait ses adieux au maillot bleu contre la Hongrie, à Genève, en Suisse. Au total, il inscrit 144 points en équipe de France, étant régulièrement le meilleur marqueur de l'équipe. Son record en bleu est de 13 points.
Il est sacré deux fois champion de France, en 1939 et 1942, avec le club parisien de l'US Métro.
Il est intronisé à l'Académie du basket-ball français en 2007, à titre posthume.